# Steven Lecefel
Steven Lecefel, né le 16 avril 1985à Trappes dans les Yvelines, est un footballeur international martiniquais évoluant au poste d'attaquant.

## Biographie

### Premières années
Durant sa jeunesse, Steven Lecefel évolue au club de Guyancourt dans les Yvelines. Il rejoint ensuite pour deux ans La Garenne-Colombes en DSR (6e division française).

### Carrière en club
En 2011, Steven Lecefel quitte la région parisienne pour le FC Barnet à Londres (League 2).
Après une saison passée au club londonien, Lawrie Sanchez décide de ne pas prolonger son contrat pour la saison suivante, il est donc relâché par le club.
Steven Lecefel est recruté en 2012 par le Rhyl FC où il impressionne son manager Greg Strong par sa vitesse et par son implication dans le club, Steven Lecefel devant faire de nombreux aller-retour avec l’Angleterre pour exercer sa profession. De nombreux journaux papier et télévisés outre Manche lui consacrent des articles tel que la BBC,le Daily Mail. Certains le comparent à Thierry Henry.[réf. nécessaire].
Cette année-là, Steven Lecefel termine champion du Pays de Galles en deuxième division avec le Rhyl fc. Ils établissent un record en terminant la saison complète sans perdre le moindre match et accèdent à la première division.
Apres avoir fait quelques essais en ligue 2, Steven arrive finalement en 2015 en Sicile pour jouer pour l'équipe de Messine, malheureusement il a une grave blessure musculaire qui le garde loin des terrains. Il reprend avec la deuxième équipe de Messine, l'usd Camaro, où il remporte le championnat.
En 2016, il s'engage avec Acireale calcio en Série D (ancien pensionnaire de Série B). Enfin, il termine son périple en Sicile avec la Sancataldese (Série D) en 2017/2018.
En 2018, après s'être entraîné plusieurs mois avec le club de Busan Kyotong (Corée du Sud), évoluant en k-2 League, son contrat n'est finalement pas homologué pour temps imparti.
Il atterrit finalement en Nouvelle-Zélande en s'engageant avec le club de Team Wellington en septembre 2018. Team Wellington est le champion en titre de la ligue des champions de l'Océanie, ce qui permet à Steven de participer à la coupe du monde des clubs 2018 à Dubai, voici les différents participants (Real Madrid champion d'Europe, l'étoile de Tunis champion d'Afrique, Kashima Antlers champion d'Asie, al ain club pays hôte, CD Guadalajara champion concacaf, river plate champion copa libertadores). Lors de cette participation à la coupe du monde des clubs, Team Wellington est défait aux tirs au but 4-3, après avoir mené 3-0, Team Wellington est rejoint 3-3 après l’égalisation de Marcus Berg, international suédois. Il est miraculeux de participer à une coupe du monde des clubs pour un joueur qui était encore en d5 de district en 2007 et cela sans avoir fait le moindre de centre de formation.
En 2019, il s’oriente vers l’Espagne où il tente une nouvelle aventure avec le club de Marbella en 3e division espagnole, après plusieurs mois d’entraînement, il décide finalement de mettre un terme à sa carrière en Novembre 2019
En définitive, il était important pour Steven d’associer sa carrière à la foi en Jésus Christ. Il a mis un point d’honneur à rependre l’amour de Dieu au travers du football et d’autres œuvres caritatives.
C'est finalement un très bel exploit pour un jeune homme issue de la 5e division de district d'être arrivé à atteindre une coupe du monde des clubs.

### Carrière internationale
En décembre 2012, ses performances au Rhyl FC lui ouvrent les portes de la sélection martiniquaise. Steven Lecefel participe à la Coupe caribéenne des nations et à la qualification pour la Gold Cup 2013. Il effectuera 5 matches avec la sélection et marquera 2 buts.

## Palmarès
- Champion de Ligue 2 Pays de Galles en 2012
- Montée en Ligue 1 Pays de Galles en 2013
- Demi-finaliste Coupe du Pays de Galles en 2012